# Nyctibius jamaicensis
Nyctibius jamaicensis е вид птица от семейство Nyctibiidae.

## Разпространение
Видът е разпространен в Белиз, Гватемала, Доминиканската република, Коста Рика, Куба, Мексико, Никарагуа, Салвадор, Хаити, Хондурас и Ямайка.